# Crepidius
Crepidius is een geslacht van kevers uit de familie  
kniptorren (Elateridae).
Het geslacht is voor het eerst wetenschappelijk beschreven in 1859 door Candèze.

## Soorten
Het geslacht omvat de volgende soorten:
- Crepidius blepharipes Schwarz, 1900
- Crepidius castaneus Blanchard, 1843
- Crepidius cuneiformis Candèze, 1859
- Crepidius cuneipennis Schwarz, 1906
- Crepidius flabellifer Erichson, 1847
- Crepidius flavipes Champion, 1897
- Crepidius ophthalmicus Candèze, 1859
- Crepidius ornatus Candèze, 1900
- Crepidius pubescens Candèze, 1859
- Crepidius resectus Candèze, 1859
- Crepidius rhipiphorus Candèze, 1859
- Crepidius saundersi Candèze, 1859